# تشارلز مايو
تشارلز مايو (5 فبراير 1903 في كندا - 10 أبريل 1943) (بالإنجليزية: Charles Mayo)‏ هو لاعب كريكت بريطاني وبريطاني (وحمل سابقاً جنسية المملكة المتحدة لبريطانيا العظمى وأيرلندا). لعب مع نادي مقاطعة سومرست للكريكت ‏.